# الشاطر حسن
الشاطر حسن هو أحد الشخصيات الخيالية البارزة في التراث الشعبي العربي، ويُعدّ من أبرز الأبطال الذين ارتبطت قصتهم بعناصر من الخيال والمغامرة، مما أكسبها شهرة واسعة على مر العصور. تعود جذور القصة إلى الفلكلور العربي القديم، حيث تسرد حكاية شاب يتمتع بذكاء وفطنة استثنائيين. وقد ورد ذكره في كتاب ألف ليلة وليلة في أكثر من قصة. من الناحية التاريخية، هناك عدة عوامل ثقافية واجتماعية ساهمت في تعزيز مكانة شخصية الشاطر حسن في التراث العربي. فقد انتقلت قصته عبر الأجيال وما زالت تُروى في المجالس والاحتفالات، مما يجعلها جزءًا أساسيًا من الهوية الثقافية العربية. تجسد هذه الشخصية الموروث الشعبي الغني، الذي يعكس القيم والمعتقدات التي يحملها المجتمع العربي، وبالتالي فإن دراسة شخصية الشاطر حسن تعدّ مدخلًا لفهم القيم الإنسانية التي تجسدها قصص التراث العربي، كما تسلط الضوء على تفاصيل الحياة اليومية والصراعات التي يواجهها الأفراد، مما يعكس عمق الثقافة الشعبية العربية.

## القصة البنائية
| الشاطر حسن | يُحكى أنّ صيادًا شابًا اسمه الشاطر حسن كان يعيش في بيت صغير على جزيرة في البحر مع أمّه، وكانت حياته بسيطة وسعيدة. وفي الجهة المقابلة للجزيرة كانت تعيش أميرة جميلة مع والدها الملك، وكانت تخرج كل يوم إلى الشاطئ وتجلس على صخرة كبيرة تعزف وتغنّي، فتتجمّع حولها الدلافين سعيدة بغنائها وعزفها الجميل. في يوم من الأيام خرج الشاطر حسن إلى الجهة المقابلة للجزيرة ليصطاد السمك، فسمع غناء الأميرة وصوتها الجميل. جلس الشاطر حسن في قاربه يستمع إليها من بعيد دون أن تلاحظه، فأعجب بغنائها وصوتها وظل يذهب إلى هناك كل يوم، وبعد أن تنتهي الأميرة من العزف والغناء وترحل يصطاد الشاطر حسن السمك ثم يعود إلى منزله. وفي يوم من الأيام مرضت الأميرة كثيرًا ولم تستطع أن تخرج إلى الشاطئ للغناء والعزف، ولما جاء الشاطر حسن إلى المكان المُعتاد ولم يجدها شَعَر بالقلق، وبقي ينتظرها بعض الوقت لكنها لم تأتِ. ظلّ الشاطر حسن يزور الشاطئ كل يوم وينتظر الأميرة في قاربه لكن دون جدوى. أحسّ الشاطر حسن بالحزن لأنه لم يعُد يرى الأميرة ويسمع غناءها، وعاد في مرة من المرات إلى بيته دون أن يصطاد شيئًا من شدة حزنه. جلس الشاطر حسن يفكر بالأميرة، وقرر أن يذهب إلى قصر الملك ويسأل عنها، وعندما ذهب إلى هناك عَلِمَ من الخدم أن الأميرة مريضة | الشاطر حسن |

أما بقية القصة فتختلف شفويًّا وتختلف باختلاف الطبعات والمخطوطات من ألف ليلة وليلة.